# 丹尼爾·艾耶拉
丹尼爾·山齊士·艾耶拉（西班牙語：Daniel Sánchez Ayala，1990年11月7日—）是一名西班牙足球運動員，司職後衛，出身家鄉球會西維爾青訓系統，其後轉投英超球會利物浦，期間先後被外借至英冠球會侯城及打比郡短暫效力，其後轉投诺里奇城，再先後被外借至英冠球會諾定咸森林及米杜士堡。他於2020年加盟英冠球會布力般流浪並於2023年完成合約後離隊。現時效力英冠洛達咸。

## 生平

### 球會
利物浦
艾耶拉生於西班牙塞維利亞省城市埃尔绍塞霍。2007年9月，他拒絕與西維爾簽訂職業合約後轉投利物浦青訓，利物浦為此支付了一筆補償金，並向他提供了一份為期三年的合約。2007/08球季，他主要代表U18隊上陣，而在2008/09年球季則同時在U18及預備組上陣，他在同季的足總青年盃決賽負傷上陣，最終球會兩回合累計以2-6的比分不敵阿仙奴。
2009年8月16日，艾耶拉在對熱刺的賽事中入替受傷的馬田·史基泰爾而首次代表一隊上陣。8月19日，他在晏菲路球場對史篤城的賽事中首次正選上陣。11月12日，艾耶拉與利物浦續約至2012年夏天。
2010年9月11日，艾耶拉被利物浦外借至侯城。同一天，他在作客以0-2的比分不敵卡迪夫城的賽事中首次正選上陣。他在第二場對打比郡的賽事中攻入其處子入球。9月20日，他的借用期被延長至2011年1月1日。期間上陣12場及射入1球，雖然因腿後腱受傷缺陣4場賽事，侯城仍然於12月向利物浦提出續借，但利物浦領隊拒絕要求，認為侯城延誤治理，更被召回作為的副車，最終在接近借用期滿才以傷為由提前結束借用，雙方不歡而散。
2011年2月11日，艾耶拉再獲外借到另一支英冠球隊打比郡直至球季結束，翌日主場0-2負於莱斯特城於賽事末段首次後補上陣。期間獲派上陣17場，包括連續16場以正選身份登場。
諾域治
艾耶拉雖然與利物浦續約至2012年夏季，但卻於2011年8月13日英超開鑼日投效新升班的诺里奇城，據報身價為80萬鎊，由於未及辦理註冊，他只能在看台觀看新球隊在揭幕戰作客1-1賽和韋根。
2012年8月7日艾耶拉獲借用到英冠球會諾定咸森林，為期一整個球季。
2013年10月23日，英冠球會米杜士堡獲诺里奇城同意借用艾耶拉，借用期為三個月。
米杜士堡
2014年1月24日，英冠球會米杜士堡正式從英超诺里奇城簽入23歲的艾耶拉，轉會費估計為35萬英鎊，合約為期三年半。
布力般流浪
英冠球會布力般流浪於2020年9月簽入艾耶拉，並提供一份為期三年的合約。

## 外部連結
- （英文）足球数据库：丹尼爾·艾耶拉的球员统计数据
- （英文）Official Liverpool FC Profile
- （英文）Profile on LFCHistory.net（页面存档备份，存于）